# Puccinia festucae
Puccinia festucae är en svampart som beskrevs av Plowr. 1893. Puccinia festucae ingår i släktet Puccinia och familjen Pucciniaceae.   Inga underarter finns listade i Catalogue of Life.